# پیتر واسپر
پیتر واسپر (انگلیسی: Peter Vasper؛ زادهٔ ۳ سپتامبر ۱۹۴۵) بازیکن فوتبال اهل بریتانیا است.
از باشگاه‌هایی که در آن بازی کرده‌است می‌توان به باشگاه فوتبال کمبریج یونایتد، باشگاه فوتبال نوریچ سیتی، باشگاه فوتبال گیلفورد سیتی، و باشگاه فوتبال دارتفورد اشاره کرد.